# Dicranopygium atrovirens
Dicranopygium atrovirens är en enhjärtbladig växtart som först beskrevs av Hermann Wendland, och fick sitt nu gällande namn av Gunnar Wilhelm Harling. Dicranopygium atrovirens ingår i släktet Dicranopygium och familjen Cyclanthaceae.
Artens utbredningsområde är Colombia. Inga underarter finns listade.

## Bildgalleri

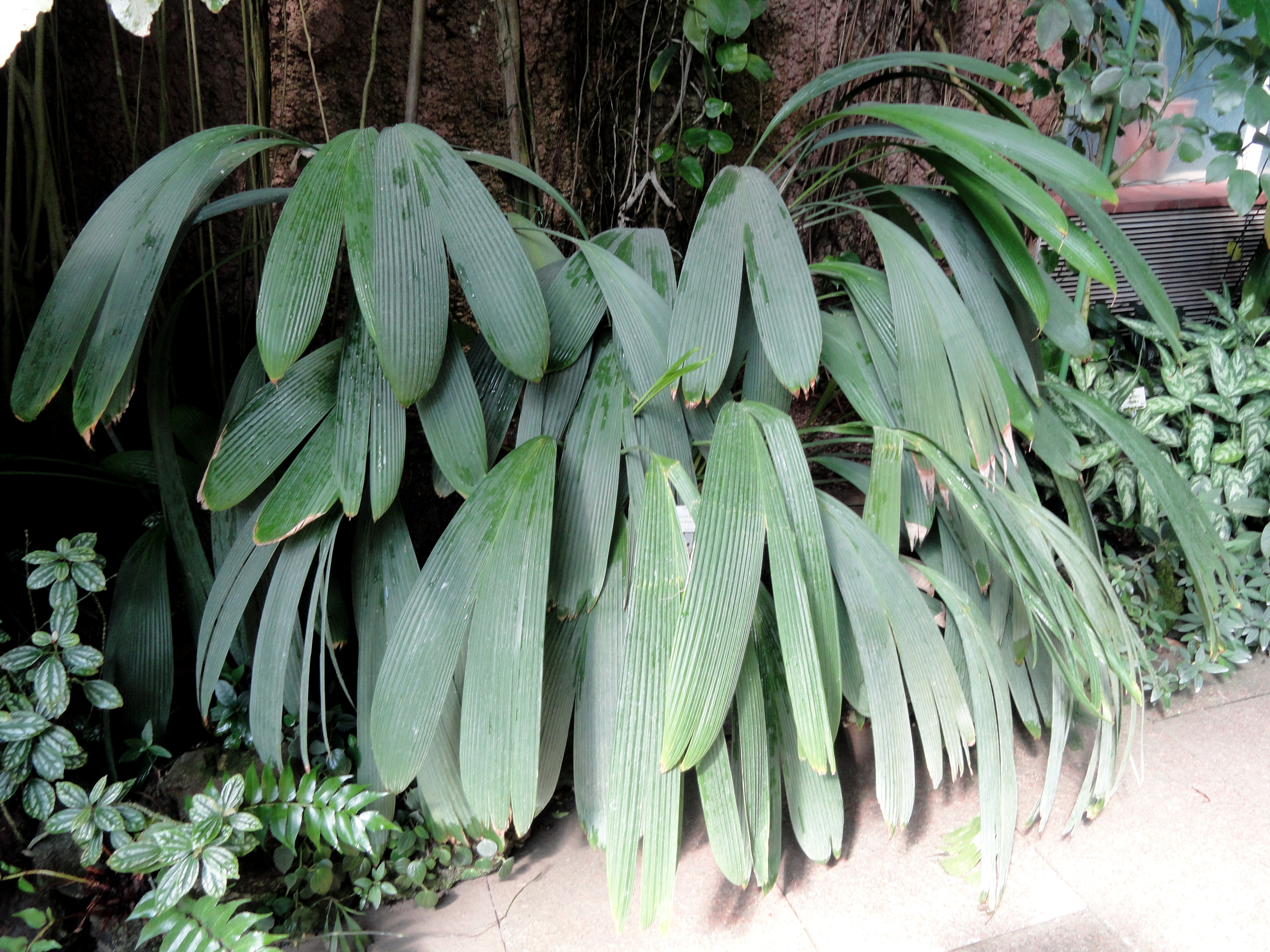